# リリーカップ
リリーカップは、ホッカイドウ競馬で施行される地方競馬の重賞競走である。北海道テレビ放送より優勝杯の提供を受けており、名称は「HTB杯 リリーカップ」と表記している。

## 概要
2004年に新設された、サラブレッド系2歳牝馬による重賞競走。地方全国交流競走に指定されており、他地区所属馬も出走が可能なほか、2012年よりJRA認定競走（上級認定競走）としても施行され、優勝馬は認定馬となる。
2008年までは旭川競馬場で施行していたが、ホッカイドウ競馬が旭川開催を終了したため2009年より門別競馬場に変更された。施行距離は創設時はダート1000mで、2014年にダート1200mに延長されたが、2023年に施行時期が7月に移行し1000mに戻された。またこの年より地方全国交流から、ホッカイドウ所属馬限定に条件が変更されている。
負担重量は創設時から2008年まで馬齢で53kg、2009年からは定量となり同年が53kg、2010年から2024年は54kg、2025年から55kgとなっている。

### 競走条件・賞金（2025年）
出走条件
サラ系2歳牝馬、ホッカイドウ所属
負担重量
定量で55kg。
賞金
1着400万円、2着112万円、3着84万円、4着56万円、5着28万円 。
副賞
日本軽種馬協会の「NAR2歳牝馬限定競走勝馬馬主への副賞贈呈事業」の対象競走となっており、優勝馬の馬主には40万円の副賞金が贈られる。
スタリオンシリーズに指定されており、ホットロッドチャーリーの翌年度の配合権利が優勝馬馬主への副賞となっている。

## 歴代優勝馬
Rは2歳コースレコード。
| 回数   | 施行日        | 開催地 | 距離  | 頭数 | 優勝馬             | 性齢 | 所属   | タイム | 優勝騎手   | 管理調教師 |
| ------ | ------------- | ------ | ----- | ---- | ------------------ | ---- | ------ | ------ | ---------- | ---------- |
| 第1回  | 2004年8月18日 | 旭川   | 1000m | 14頭 | スプリットメイド   | 牝2  | 北海道 | 1:02.2 | 千葉津代士 | 田部和則   |
| 第2回  | 2005年8月18日 | 旭川   | 1000m | 12頭 | ビーボーン         | 牝2  | 北海道 | 1:02.9 | 渋谷裕喜   | 米川昇     |
| 第3回  | 2006年8月16日 | 旭川   | 1000m | 12頭 | タガタメ           | 牝2  | 北海道 | 1:01.4 | 山口竜一   | 角川秀樹   |
| 第4回  | 2007年8月9日  | 旭川   | 1000m | 13頭 | ストロングライデン | 牝2  | 北海道 | 1:00.8 | 佐々木国明 | 伊藤隆志   |
| 第5回  | 2008年8月6日  | 旭川   | 1000m | 8頭  | アンペア           | 牝2  | 北海道 | 1:00.3 | 山口竜一   | 角川秀樹   |
| 第6回  | 2009年8月11日 | 門別   | 1000m | 9頭  | プリモエナジー     | 牝2  | 北海道 | 1:00.4 | 桑村真明   | 角川秀樹   |
| 第7回  | 2010年8月5日  | 門別   | 1000m | 12頭 | ラスワロフスキー   | 牝2  | 北海道 | R59.6  | 山口竜一   | 恵多谷豊   |
| 第8回  | 2011年8月25日 | 門別   | 1000m | 11頭 | レイモニ           | 牝2  | 北海道 | R59.5  | 井上俊彦   | 角川秀樹   |
| 第9回  | 2012年8月30日 | 門別   | 1000m | 13頭 | ハニーパイ         | 牝2  | 北海道 | 1:01.3 | 黒澤愛斗   | 角川秀樹   |
| 第10回 | 2013年8月20日 | 門別   | 1000m | 10頭 | クリノエリザベス   | 牝2  | 北海道 | 59.2   | 宮崎光行   | 角川秀樹   |
| 第11回 | 2014年9月4日  | 門別   | 1200m | 11頭 | ステファニーラン   | 牝2  | 北海道 | 1:14.7 | 松井伸也   | 松本隆宏   |
| 第12回 | 2015年9月3日  | 門別   | 1200m | 11頭 | モダンウーマン     | 牝2  | 北海道 | 1:14.0 | 阿部龍     | 角川秀樹   |
| 第13回 | 2016年9月1日  | 門別   | 1200m | 10頭 | ハタノオヌール     | 牝2  | 北海道 | 1:13.9 | 井上幹太   | 安田武広   |
| 第14回 | 2017年8月31日 | 門別   | 1200m | 13頭 | ストロングハート   | 牝2  | 北海道 | 1:13.6 | 阿部龍     | 角川秀樹   |
| 第15回 | 2018年8月30日 | 門別   | 1200m | 7頭  | アークヴィグラス   | 牝2  | 北海道 | 1:13.5 | 石川倭     | 小野望     |
| 第16回 | 2019年8月29日 | 門別   | 1200m | 13頭 | プリモジョーカー   | 牝2  | 北海道 | 1:12.5 | 小野楓馬   | 角川秀樹   |
| 第17回 | 2020年8月27日 | 門別   | 1200m | 12頭 | ソロユニット       | 牝2  | 北海道 | 1:13.9 | 阿部龍     | 角川秀樹   |
| 第18回 | 2021年9月2日  | 門別   | 1200m | 13頭 | スピーディキック   | 牝2  | 北海道 | 1:13.5 | 岩橋勇二   | 石本孝博   |
| 第19回 | 2022年9月21日 | 門別   | 1200m | 14頭 | スティールグレイス | 牝2  | 北海道 | 1:13.1 | 桑村真明   | 角川秀樹   |
| 第20回 | 2023年7月13日 | 門別   | 1000m | 10頭 | シシャモフレンド   | 牝2  | 北海道 | 1:00.9 | 落合玄太   | 田中淳司   |
| 第21回 | 2024年7月25日 | 門別   | 1000m | 7頭  | リオンダリーナ     | 牝2  | 北海道 | 1:00.5 | 石川倭     | 小国博行   |
| 第22回 | 2025年7月23日 | 門別   | 1000m | 8頭  | リュウノフライト   | 牝2  | 北海道 | 1:00.8 | 宮内勇樹   | 山口竜一   |

### 各回競走結果の出典
- リリーカップ 歴代優勝馬（地方競馬全国協会）